# Hebridele exterioare
Hebridele exterioare (numele oficial în gaelică scoțiană Na h-Eileanan Siar, în engleză Outer Hebrides sau Western Isles) este un arhipelag de insule din nord-vestul Scoției. Sunt separate de Marea Britanie și de Hebridele interioare de strâmtoarea Minch. Din punct de vedere administrativ insulele formează una dintre cele 32 subdiviziuni ale Scoției.

## Galerie

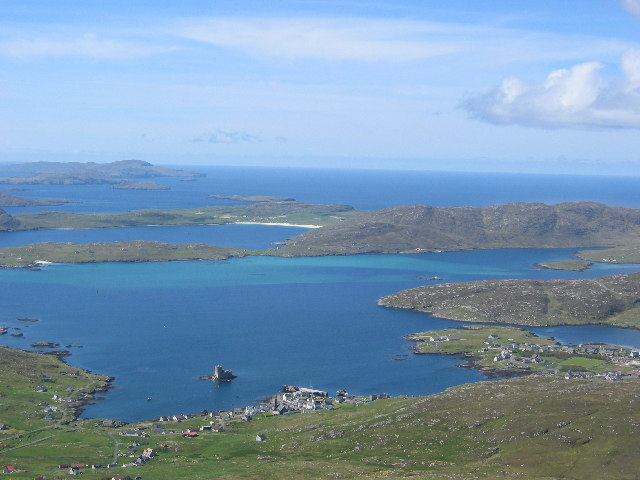
Vedere spre insulele Barra
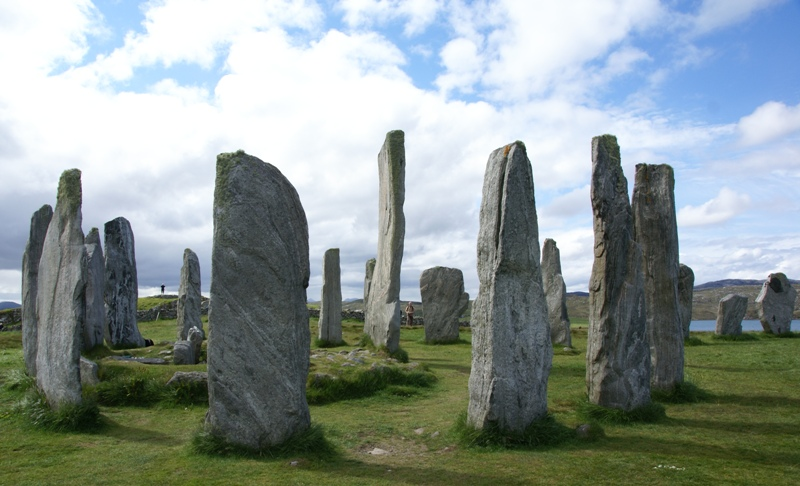
Callanish Stones
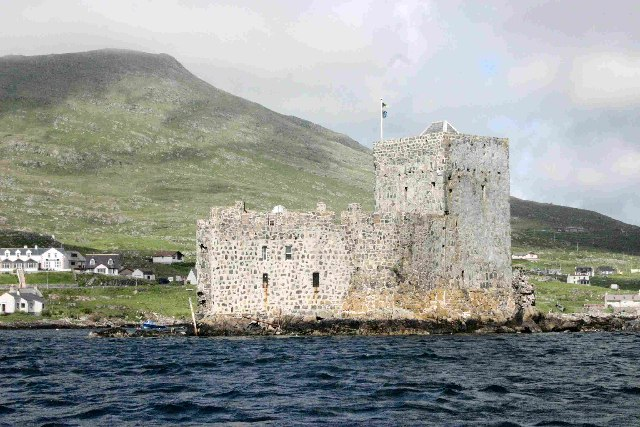
Castelul Kisimul
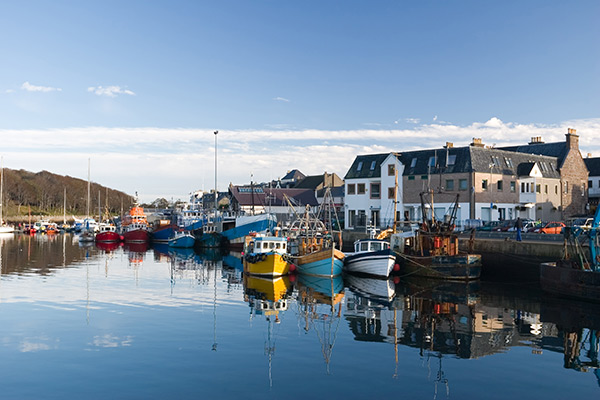
Stornoway
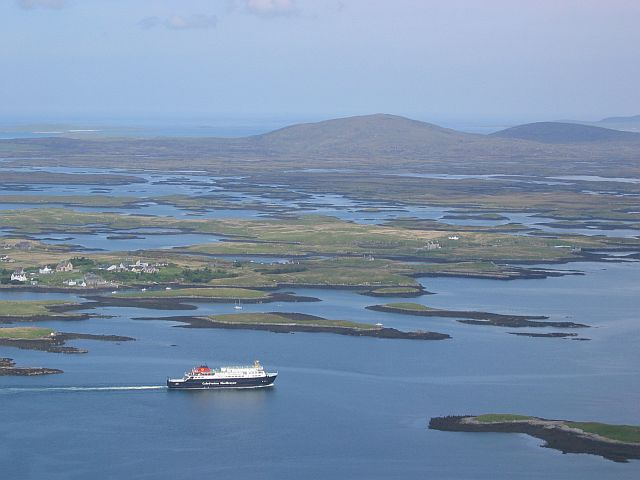
Feribot părăsește localitatea North Uist, îndreptându-se spre Skye